# 亞歷克西·瓦斯蒂納

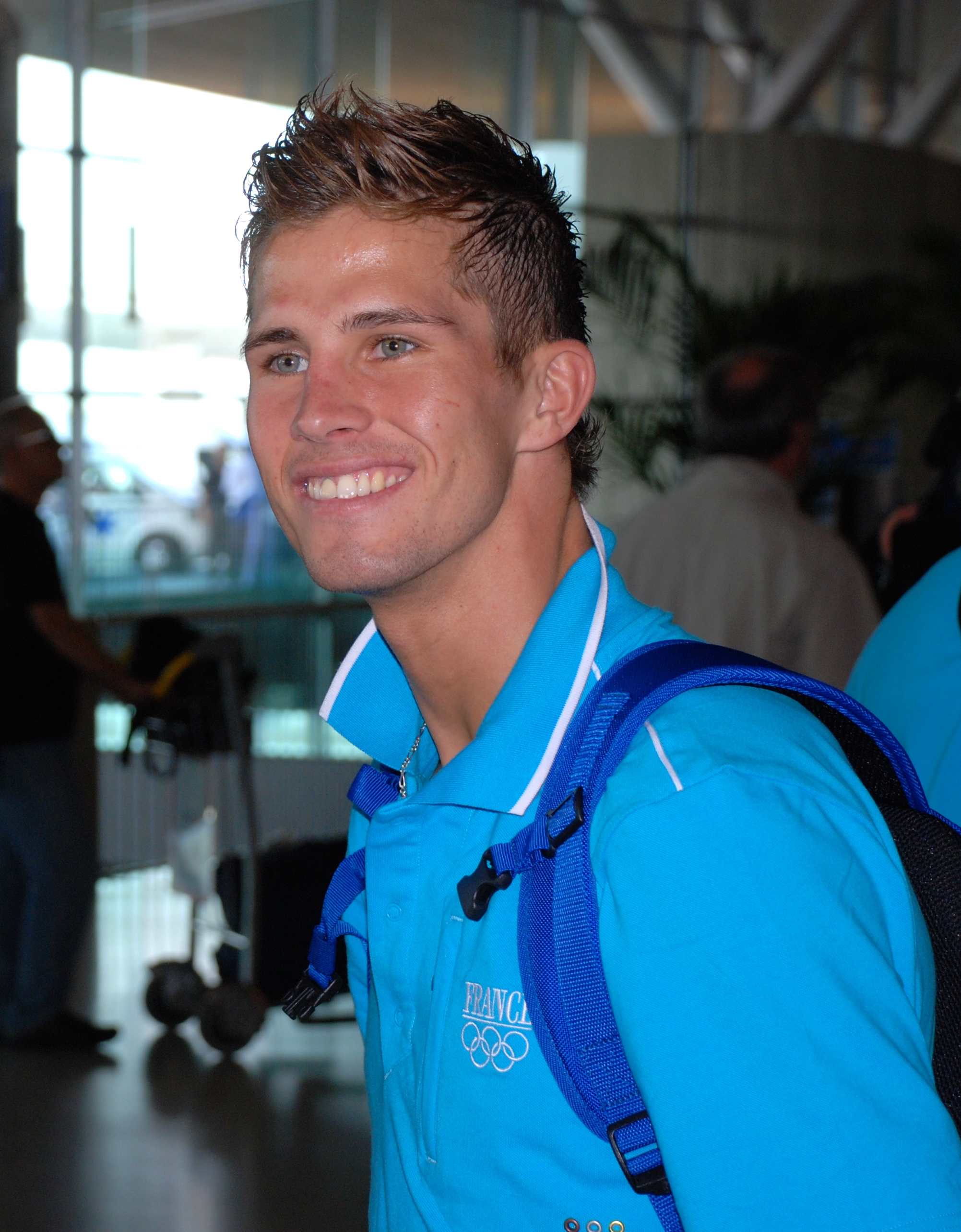

亞歷克西·瓦斯蒂納（法語：Alexis Vastine；1986年11月17日—2015年3月9日）是法國拳擊選手，出生在布洛涅-比揚古。

## 生平
亞歷克西·瓦斯蒂納出身於拳擊家庭。他的父親阿蘭（Alain Vastine）是1980年代兩屆法國拳擊比賽亞軍。阿蘭將拳擊傳授給他的兩個兒子和他的三個女兒中的兩個。亞歷克西·瓦斯蒂納在2008年夏季奧林匹克運動會拳擊次沉量級比賽贏得銅牌。在準決賽中，他與多米尼加選手費利克斯·迪亞斯對賽，在領先對手四分後，被裁判處罰兩次而失掉四分，令他最後輸給對手兩分無緣決賽。這兩次處罰備受質疑。法國隊曾上訴，但不成功。他還參加2012年夏季奧林匹克運動會男子次中量級拳擊比賽，在半準決賽，與烏克蘭選手塔拉斯·謝雷史圖克對賽，最後賽果與對手同分，卻遭到裁判判決被淘汰。這次判決同樣有很大爭議。法國隊也為此上訴，但不獲接納。
2015年3月9日，亞歷克西·瓦斯蒂納參與真人秀節目，在阿根廷搭乘直升機，在卡斯特利鎮直升機空難中遇難。這是瓦斯蒂納一家短短兩月間接到的第二個噩耗。在1月3日，亞歷克西的21歲的妹妹塞利（Célie Vastine），坐上一個醉駕司機的車，發生車禍身亡。